# جائزة ديترويت الكبرى 1988
جائزة ديترويت الكبرى 1988 هو سباق فورمولا 1 أقيم بتاريخ 19 يونيو 1988 في ديترويت، ميشيغان. كان السادس من أصل 16 في بطولة العالم لسباقات الفورمولا واحد موسم 1988.

## الترتيب النهائي
| الترتيب | السائق        | النقاط |
| ------- | ------------- | ------ |
| 1       | ألن بروست     | 45     |
| 2       | آيرتون سينا   | 33     |
| 3       | غيرهارد بيرغر | 18     |
| 4       | تييري بوتسين  | 11     |
| 5       | نيلسون بيكيه  | 11     |
| المصدر: |               |        |